# Ekspres
Ekspres (ukrainisch Експрес, deutsch: Express) ist die zurzeit auflagenstärkste überregionale ukrainischsprachige Tageszeitung, herausgegeben in Lwiw. Ekspres erscheint dreimal in der Woche (Di., Do., Fr.), die wöchentliche Auflage beträgt etwa 1 Million Exemplare. Damit ist die Zeitung Marktführer in der ukrainischsprachigen Tagespresse. Die höchsten Verkaufszahlen werden in der West- und Zentralukraine, also in den überwiegend ukrainischsprachigen Regionen des Landes, erreicht.
Die Zeitung liefert leicht verdauliche Lektüre zu Politik, Wirtschaft und Kultur, sowohl national als auch international. Die hohen Verkaufszahlen sind nicht zuletzt auf die regionalen Beilagen, die das Blatt in jedem der Oblaststädte ihres Hauptverkaufsgebietes (zum Beispiel Lwiwski nowyny, deutsch: Lemberger Nachrichten) für Stadt und Oblast Lwiw anbietet sowie auf kostenlose Themenhefte in jeder Ausgabe zurückzuführen. Seit ihrer Gründung 1994 hat die Zeitung dank dieser Strategie die wöchentliche Verkaufsauflage von 5000 auf 1 Million im Jahr 2005 erhöht.
2005 erschienen folgende Beilagen:
- Di. – MedEkspres – alles rund um die Themen Gesundheit, Fitness, Ernährung
- Do. – TeleEkspres – TV-Heft mit Programmen nationaler und lokaler Sender
- Fr. –  Domaschnij Poradnyk  (deutsch: Haushaltsberater) – alles rund um Haushalt und Wohnen

Außerdem hat die Zeitung EkspresCOOL, ein Heft für Jugendliche, im Angebot.

## Auszeichnungen
- 2003: Gerd Bucerius-Förderpreis Freie Presse Osteuropas[1]